# پائولو پوئتی
پائولو پوئتی پائولو پوتی (ایتالیایی: Paolo Poeti؛ ‏ زادهٔ ۴ سپتامبر ۱۹۴۰) کارگردان فیلم، کارگردان تلویزیونی و فیلم‌نامه‌نویس ایتالیایی است.
از فیلم‌ها یا مجموعه‌های تلویزیونی که وی در آن‌ها نقش داشته‌است، می‌توان به دوست من و مهار اشاره نمود.